# Дворец культуры (Красный Луч)
Дворец культуры имени В. И. Ленина — это общественное здание в центральной части города Красный Луч Луганской области, памятник архитектуры XX века.

## История
Дворец культуры был построен в 1934 году и изначально включал в себя библиотеку с фондом на 50 тыс. книг, театральный зал на 900 мест, кинозал на 300 мест, спортивный зал и помещения для занятия художественной самодеятельностью. До войны здесь регулярно проходили литературные вечера, общественно-политические дискуссии, праздничные и торжественные мероприятия. Вокруг здания был обустроен парк культуры и отдыха.
В ходе Великой Отечественной войны в октябре 1941 года части РККА остановили наступающие немецкие войска на реке Миус в шести километрах от города, начались оборонительные бои, которые приняли ожесточённый характер, Красный Луч подвергался артиллерийским обстрелам и воздушным бомбардировкам. 18 июня 1942 года немецкие войска оккупировали город.
1 сентября 1943 года части 51-й армии Южного фронта освободили город и началось его восстановление. При отступлении немецкие войска разграбили и сожгли Дворец культуры, который был разрушен почти полностью (частично уцелели только стены). После окончания войны в соответствии с четвёртым пятилетним планом восстановления и развития народного хозяйства СССР началось его восстановление, в 1950 году Дворец культуры возобновил работу.
В ходе восстановления здание было перестроено, и с этого времени включает две библиотеки с читальным залом, театральный зал на 900 мест, кинозал на 350 мест, спортивный зал, а также отдельные кабинеты и помещения (в 1968 году в них находились 11 кружков художественной самодеятельности, любительская киностудия и несколько общественных организаций).
В ходе работ по озеленению и благоустройству города вокруг здания были высажены деревья и создан парк площадью 9 гектаров.

## Описание
Трехэтажное кирпичное здание в стиле неоклассицизма построено по проекту известных архитекторов братьев Весниных.
Перед фасадом установлен памятник защитникам города, погибшим в боях 1941-1942 гг.